# Кімура Хана
Кімура Хана (яп. 木村花, Kimura Hana, нар. 3 вересня 1997 — 23 травня 2020) — японська професіональна реслерка, дочка екс-борчині змішаних бойових мистецтв Кімури Кьоко. Зірка промоушену «Stardom Wrestling». Учасниця телешоу «Будинок з терасою. Токіо. 2019—2020» (англ. Terrace House: Tokyo 2019–2020). В одній із серій між учасниками відбувся конфлікт, і фанати й телеглядачі вдалися до кібербулінгу через соціальні мережі, внаслідок якого 22-річна Кімура Хана вчинила самогубство. Після її смерті «Netflix» призупнив випуски «Terrace House».

## Біографія
Народилася 3 вересня 1997 року в Йокогамі, префектура Канагава, Японія. Її мати Кімури Кьоко професійна екс-борчиня змішаних бойових мистецтв. Батько невідомий, однак Хана згадувала в інтерв'ю, що він індонезієць. Через це її також цькували.

### Кар'єра
21 жовтня 2005 року розпочала кар'єру з перемоги в «DDT Ironman Heavymetalweight Championship». Однак того ж дня втратила титул, програвши своїй матері.
1 жовтня 2015 року вступила до колежу професійного реслінгу «Wrestle-1». 30 березня 2016 року дебютувала з поразки проти Сайки Рейки, а 24 квітня перемогла її. Упродовж 2016 року пара боролася ще не один раз у рамках промоушену «Wrestle-1».
7 серпня 2016 року Кімура Хана знову боролася проти матері. 18 вересня 2016 року вона перемогла у фіналі Фудзіґасакі Яко й здобула свій перший титул, «JWP Junior Championship». 2 жовтня 2016 року Кімура разом з матір'ю і Каґецу виступили на «Artist of Stardom Championship». Команда здобула титул 3 січня 2017 року, однак Кімура Хана отримала травму. Їй діагностували перелом діафіза правої ліктьової кістки. Через місяць, після цілковитого видужання, вона 22 січня 2017 року взяла участь у «Kyoko Kimura Retirement Produce Last Afro», що відбувався в рамках виходу Кімури кьоко на пенсію. Спочатку Кімура Хана перемогла свою матір Кімуру Кьоко. Потім у складі команди з ISAO і Кімурою Кьоко програли команді з Ейдза Конг, Сатомури Мейко і Судзукі Мунорі. У 2016—2017 роках Кімура Хана переважно бере участь у «JWP Joshi Puroresu», «Stardom» та «Sendai Girls Pro Wrestling». 21 липня 2017 під час «Stardom's Galaxy Stars 2017» вона разом з Тай Оєда і Кіцурою боролась за титул «Goddess of Stardom Championship». У фіналі вони перемогли команду Кьони Джангел і Мацумото Хіройо. Її команда успішно захищала титул упродовж року, аж до поразки 11 листопада 2018 року проти команди Іватані Маю і Касіми Сакі.
9 січня 2018 року стала офіційною учасницею «Wrestle-1». На початку 2018 року вирушила в міжнародне турне, змагаючись у Ring of Honor, «Pro-Wrestling: EVE» та різних мексиканських подіях.
21 березня 2019 року реслерка оголосила, що покидає «Wrestle-1». А вже 25 березня вона приєдналася до «Stardom». 6 квітня Кімура Хана разом із Стелою Грей і Сакай Суміє боролася проти Дженні Роуз і Тай Оєдо (Хадзукі й Каґецу) в темному матчі за «Ring of Honor». 14 квітня 2019 року в драфт «Stardom» стала лідером фракції «International Army», які 21 квітня перейменували на «Tokyo Cyber Squad». 16 травня Кімура з Кьоною Джангел і Конамі виграли титул «Artist of Stardom Championship», перемігши Іватані Маю, Касіма Сакі і Накано Там.
4 січня 2020 року Кімура з Джулією боролися проти Іватані Маю і Хасікі Аріси в темному матчі за титул «Wrestle Kingdom 14».
Під час кар'єри в «Stardom» вона виграла чемпіонат «Goddess of Stardom» і двічі Artist of Stardom Championship, а також перемогла в турнірі «2019 5★Star GP» і здобула титул «Stardom Fighting Spirit Award».

### Смерть
23 травня 2020 року 22-річна Кімура Хана здійснила суїцид. О 4:00 тіло дочки виявила її матір. Годиною раніше Хана затвітила світлину з самопошкодженням і коментарем:
Кожен день отримую по сто думок про себе. Мені боляче від цього. Це було життя, в якому я хотіла бути коханою. Спасибі всім, хто мене підтримував. Не хочу більше бути людиною. Прощавайте.— Кімура Хана, Twitter
Останнє повідомлення в Instagram вона опублікувала з фотографією кота і словами:
До побачення. Я вас люблю, живіть довго і щасливо. Пробачте.— Кімура Хана, Instagram

## Досягнення
- Dramatic Dream Team
  - Ironman Heavymetalweight Championship (1)[26][27]
- JWP Joshi Puroresu
  - Princess of Pro-Wrestling Championship (1)
  - JWP Junior Championship (1)
  - JWP Junior Title Tournament (2016)
  - Princess of Pro-Wrestling Tournament (2016)
- Pro Wrestling Illustrated
  - 60 позиція на PWI Women's 100 у 2018[28]
  - 61 позиція на PWI Women's 100 у 2019[29]
- World Wonder Ring Stardom
  - Artist of Stardom Championship (2) — з Кьоною Джангел і Конамі (1), і з Каґецу і Кімура Кьокою (1)
  - Goddess of Stardom Championship (1) — з Каґецу
  - 5★Star GP (2019)[30]
  - Best Tag Team Award (2017) with Kagetsu[31]
  - Fighting Spirit Award (2019)[32]